# Clown

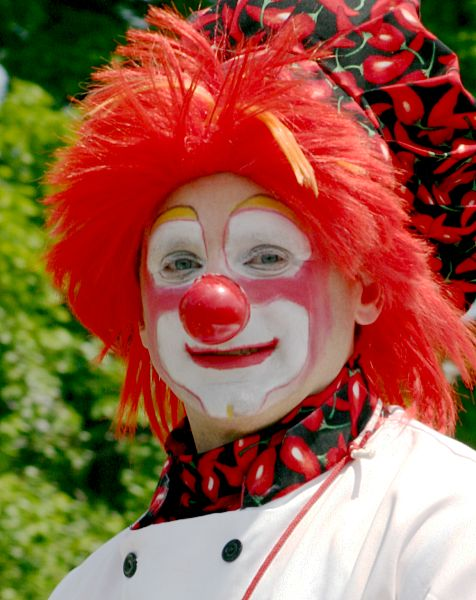
Typisk clown.

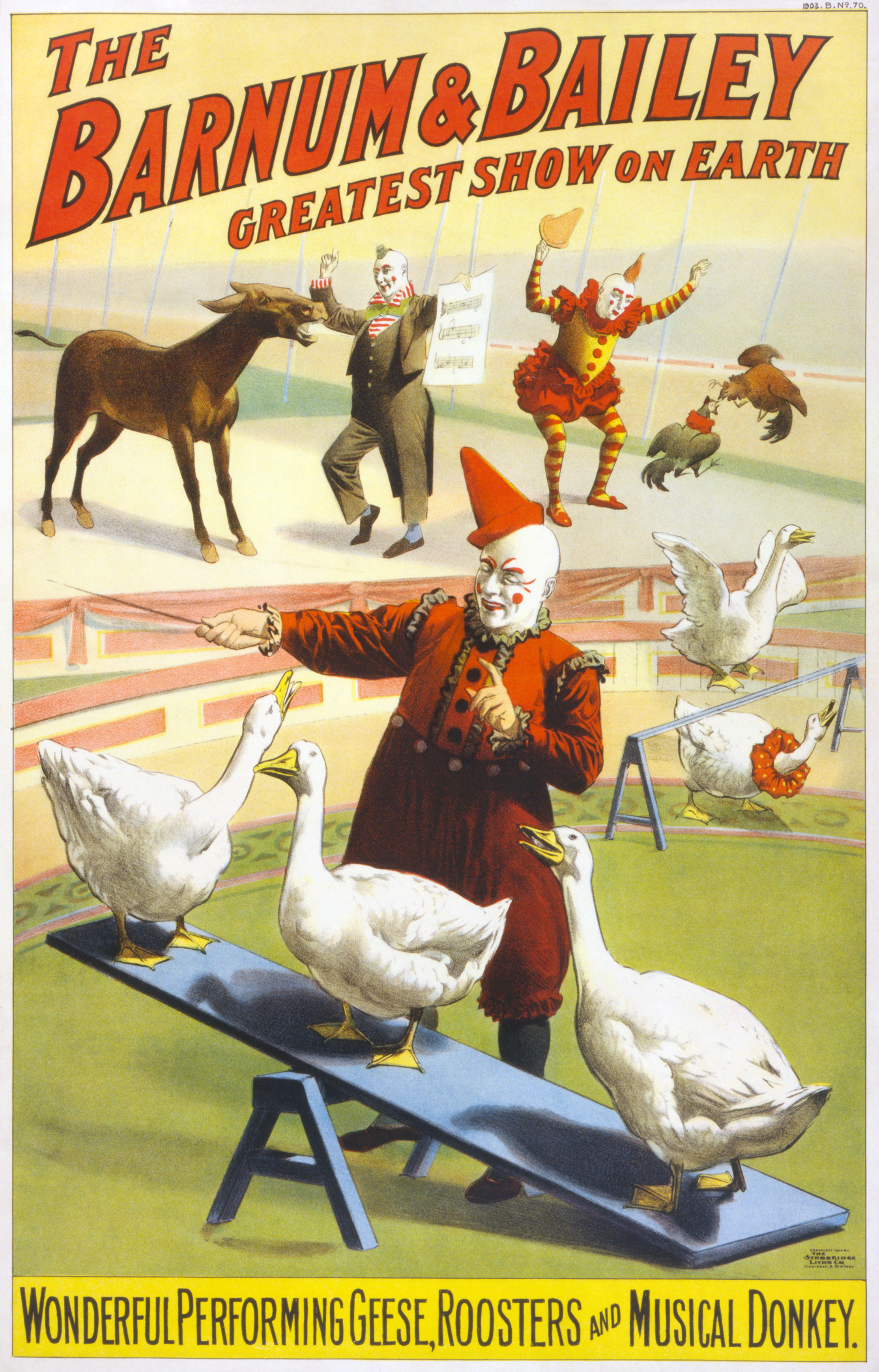
Reklam för ett program med Barnum & Bailey.

En clown (eng. clowne, cloine, cloyne bonnig, klumpig person, tölp; inlån från Skandinavien ), pajas är en typ av komisk artist som använder metoder som mim och slapstick för att roa publiken. Clowner är kända från England på 1500-talet.
Orden "clown", "pajas" och "pellejöns" används även i överförd betydelse för en person som har för vana att roa sina medmänniskor på ett mer eller mindre självförnedrande sätt.
Det finns flera stående rollfigurer bland de klassiska clownerna, som ofta funnit inspiration från Pajazzo, Pierrot och Harlekin vilka ursprungligen härstammar från det italienska folklustspelet, commedia dell'arte.
Det finns sedan tidigt 1990-tal en mycket populär clown i Sverige som går under benämningen Commediaclown/Teaterclown. Den stammar dels från Commedia dell'arte och dels från arbetet som grundades av regissören och teaterpedagogen Mario Gonzales regelverk. Han började utarbeta dessa under sin tid på Théâtre du Soleil. Grupper som stammar från hans arbete är i dag 123 Schtunk och Dotterbolaget.
I Sverige och i andra länder finns sedan 80-talet sjukhusclowner som är specialiserade artister som arbetar på sjukhus och i andra vårdmiljöer. Sjukhusclownerna har visat sig hjälpa till att lyfta patienternas humör med humor och hoppets positiva kraft, något som även inverkar positivt på personal och anhöriga.
Clowner upplevs inte alltid som roande, utan har ibland använts som skräckfigurer, exempelvis i filmer. Se vidare ond clown.

## Kända cirkusclowner
- Charlie Cairoli
- Coco
- Pinto Colvig
- Sir Robert Fossett
- Albert Fratellini
- François Fratellini
- Paul Fratellini
- Joseph Grimaldi
- Grock
- Ray Higginson
- Percy Huxter
- Lou Jacobs
- Emmett Kelly
- Manne af Klintberg
- Ruben Madsen
- Clownen Miko
- Pio Nock
- Arthur Pedlar
- Oleg Popov
- Charlie Rivel
- Eva Rydberg
- Wallbom
- Wallbom & Boman
- Asmussen & Magnusson
- Gino Samil

## Kända filmclowner
- Jack Nicholson (Batman, 1989)
- Heath Ledger (Batman, 2008)
- Cesar Romero (Batman 1966)
- Fatty Arbuckle
- Tim Curry (Det (It), Pennywise (clown))
- Charlie Chaplin
- Danny Kaye
- Buster Keaton
- Harry Langdon
- Stan Laurel
- Harold Lloyd
- Harpo Marx
- Jacques Tati
- Ben Turpin
- Krusty the Clown (The Simpsons)
- Shaggy 2 Dope
- Violent J
- Jamie Madrox
- Monoxide Child
- Anybody Killa (ABK)
- Blaze Ya Dead Homie
- Boondox
- Killa C
- Kid Crusher
- Dr. Rockso (Metalocalypse)

## Bilder

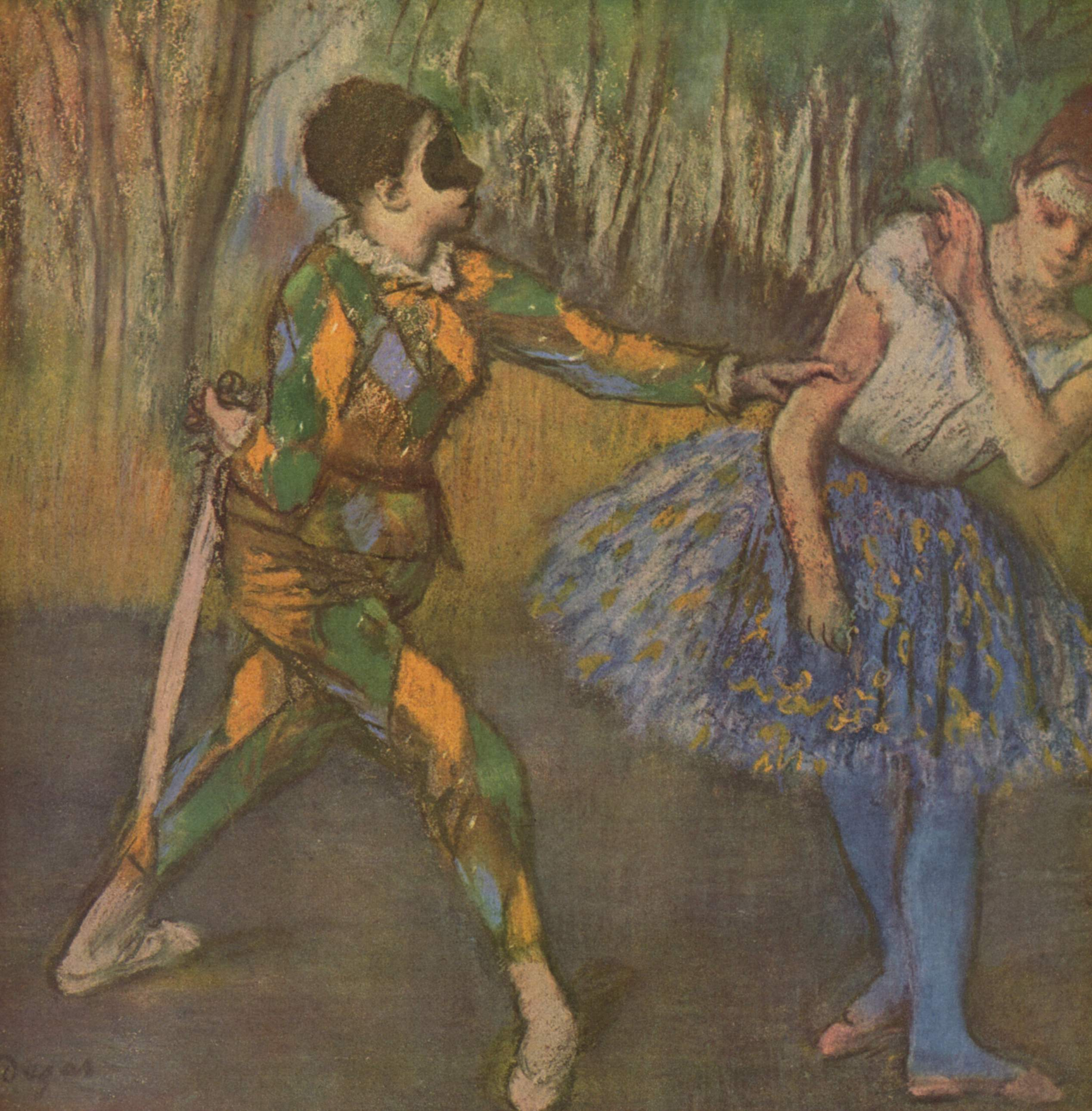
Harlekin och Columbine, målning av Edgar Degas
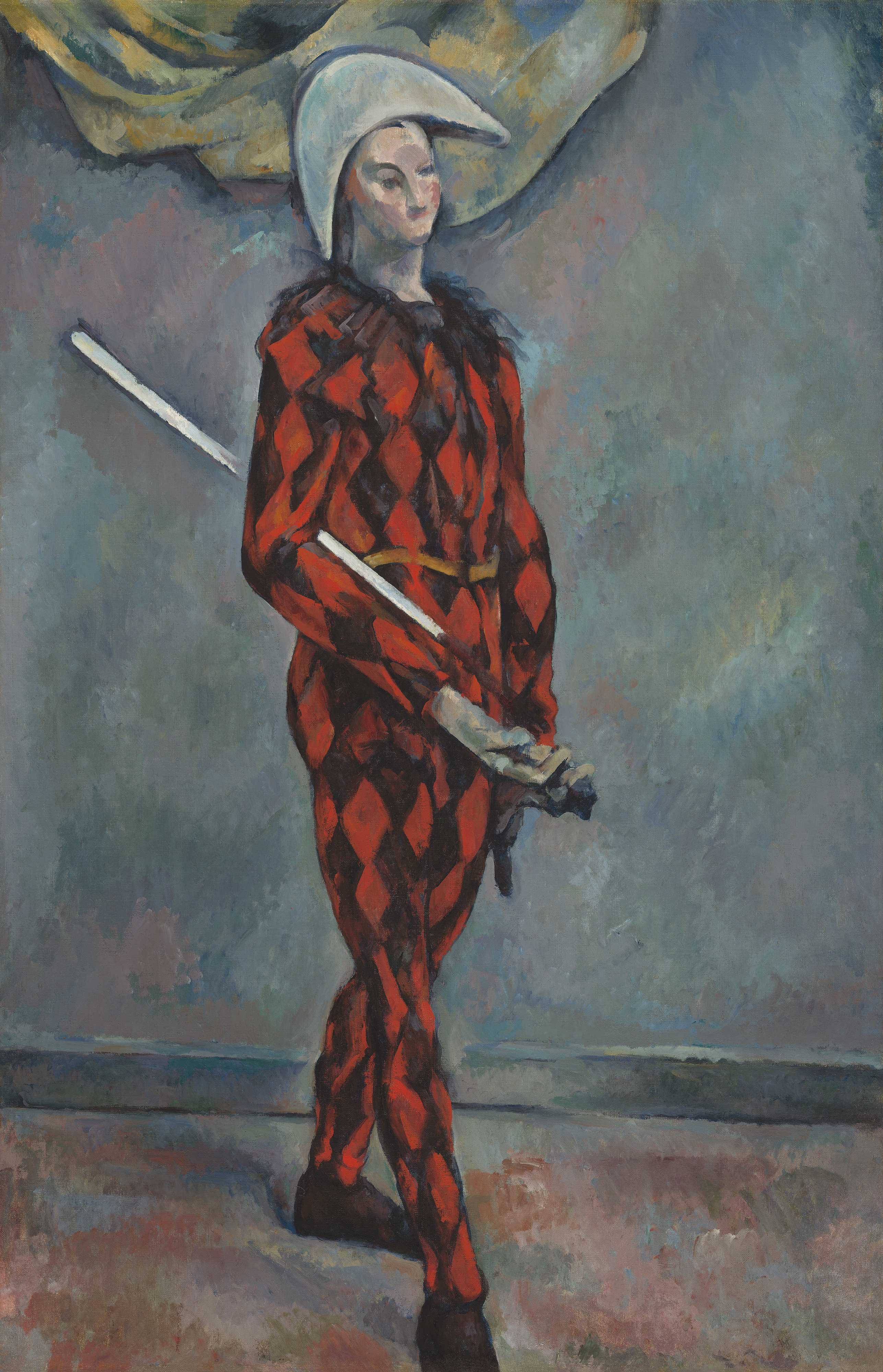
Harlekin, målning av Paul Cézanne
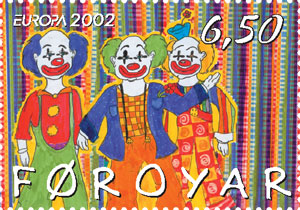
Clowner på ett frimärke från Färöarna
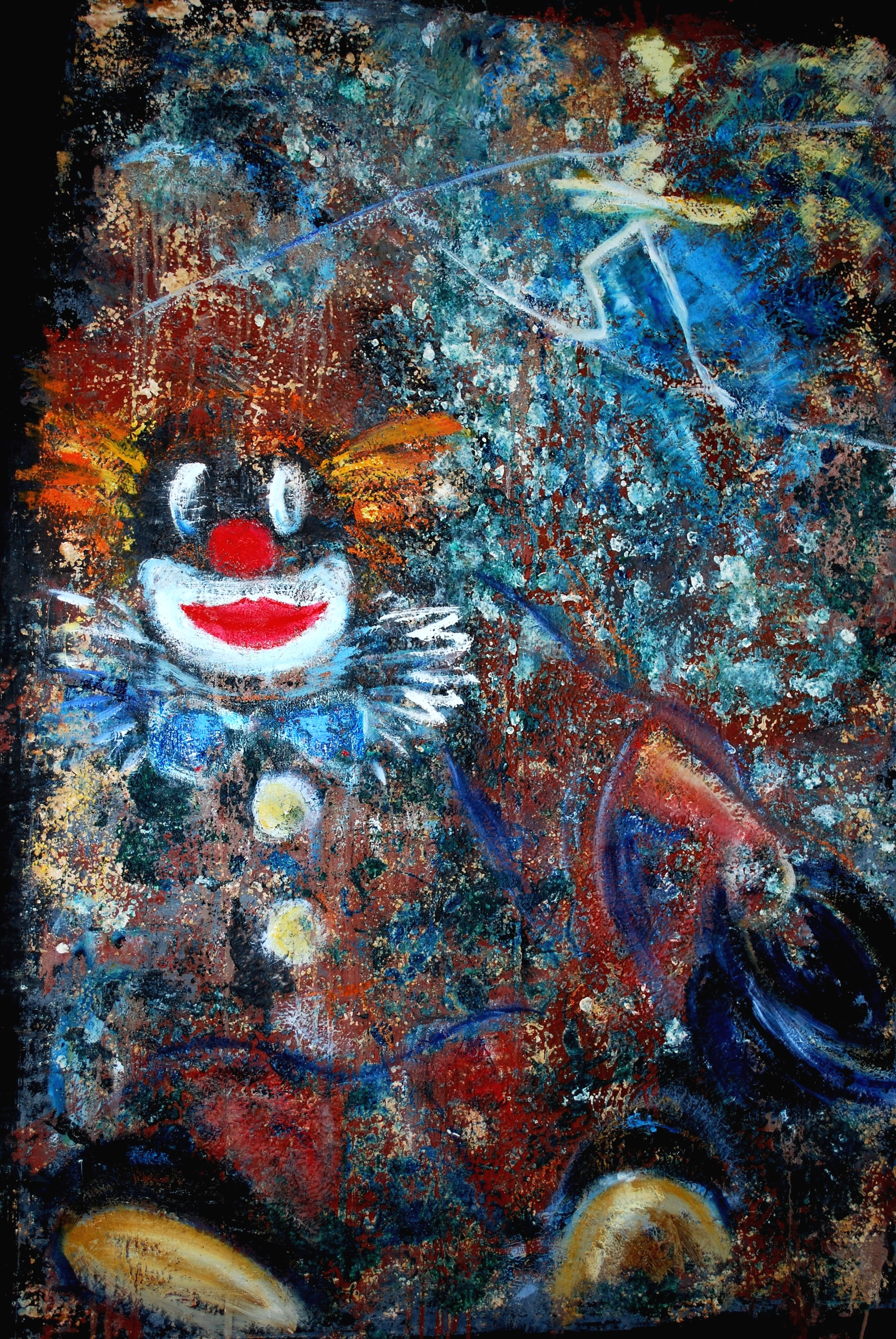
Clown, målning